# Kärleken övervinner allt
Kärleken övervinner allt, även känd under sitt latinska namn Amor vincit omnia, är en oljemålning av den italienske barockkonstnären Caravaggio. Den målades 1601–1602 och ingår i samlingarna i Gemäldegalerie i Berlin. 
Titeln är tagen från Vergilius diktsamling Bucolica där vers 69 i bok X lyder: Omnia vincit amor; et nos cedamus amori (Kärleken övervinner allt; så låt oss besegras av kärleken). Även Selma Lagerlöf använde frasen som rubrik för ett kapitel om kärlekens allmakt i Gösta Berlings saga 1891. Bilden skildrar Amor som med ett retfullt, nästan hånfullt leende möter betraktarens blick. Titeln syftar på att den jordiska kärleken är starkare än intellektuella och moraliska dygder; framför allt starkare än vetenskap, konst, berömmelse och makt vars symboler ligger slängda vid Amors fötter. Där finns en fiol och luta för konsten, rustning, krona och lagerkrans för makt och berömmelse samt geometriska instrument såsom passare och vinkel för vetenskap. 
Caravaggio grundade en realistisk skola baserad på ett dramatiskt arrangemang av direkt verklighetsstudium. Med hjälp av ”strålkastarljus” som ger starka kontraster mellan ljust och mörkt – så kallad chiaroscuro – skapade han en förtätad stämning. Amors kroppsställning och det starka ljuset mot hans kropp har tolkats med homoerotiska förtecken – Caravaggio var homosexuell.  
Lombarden Caravaggio kom till Rom i början av 1590-talet och där var han kvar till 1606 då han tvingades fly efter att begått ett dråp. Det var i Rom som han vann berömmelse, en av hans mecenater var markisen Vincenzo Giustiniani som beställde Kärleken övervinner allt. Målningen var kvar i familjen Giustinianis samling till 1812 då den och fyra andra Caravaggiotavlor fördes till Paris där de såldes till Fredrik Vilhelm III av Preussen 1815. Förutom Kärleken övervinner allt är bara Tomas Tvivlaren bevarad idag; övriga tre Caravaggiomålningar förstördes under de allierades bombningar av Berlin i andra världskrigets slutskede.